# Лютцов, Вильгельм
Вильгельм Лютцов (нем. Wilhelm Lützow, 19 мая 1892 — 1916) — немецкий пловец, призёр Олимпийских игр.
Родился в Эсслингене-на-Неккаре. В 1912 году на Олимпийских играх в Стокгольме он завоевал серебряную медаль на дистанции 200 м брассом; также он принял участие в соревнованиях на дистанции 400 м брассом, но там медалей не добился.
Погиб во время Первой мировой войны.